# فریگیت کلاس کاستوری
فریگیت کلاس کاستوری (به انگلیسی: Kasturi-class frigate) یک کلاس از کشتی است که طول آن ۹۷٫۳۰ متر (۳۱۹ فوت ۳ اینچ) می‌باشد.